# Дюрандаль
Дюранда́ль (фр. Durandal) — меч Роланда, персонажа многочисленных французских средневековых легенд и литературных произведений, включая «Песнь о Роланде».
Выкован кузнецом Галаном (или по другим сказаниям — кузнецом Мадельгером из Регенсбурга, Мунификаном). Вручён Карлом Великим своему рыцарю после принесения им присяги. Выкован из того же железа, что и меч короля Жуаёз.
В рукояти было мощехранилище (кровь св. Василия, нетленный зуб св. Петра, власы Дионисия Парижского, Божия человека, обрывок ризы Приснодевы Марии).
Имя меча происходит от французского прилагательного dur — «твёрдый», либо от глагола durer — «быть прочным, устойчивым».

## Меч в «Песне о Роланде»
Умирая, Роланд хочет уничтожить его, чтобы меч не достался врагам.
Пора нам, Дюрандаль, с тобой проститься.
Мне больше ты уже не пригодишься.
С тобой мы многих недругов побили,
С тобой большие земли покорили.
Он бьет им о скалу, но лезвие даже не щербится.
«Песня о Роланде» не даёт ответа, что случилось с Дюрандалем дальше. «Карлусмагнуссага»[en], основывающаяся, вероятно, на недошедших французских источниках, рассказывает, что Карл посылает 13 рыцарей вынуть меч из рук павшего, но их усилия оказываются безрезультатными. Наконец, император возносит молитву, и рука мёртвого Роланда разжимается. Карл бросает неповреждённый меч Роланда в озеро (ср. Экскалибур), но забирает себе рукоять со святыми мощами.
Во французском языке Дюрандаль — женского рода. К ней обращена истинная привязанность и любовь рыцаря.

## В других произведениях
- В поэме «Песнь об Аспремонте» (XII век) Роланд добывает Дюрандаль в бою у противника, сарацина Хельмонта.
- В «Неистовом Роланде» Ариосто меч именуется Дуриндана (Durindana, Durindan). Сказано, что он раньше принадлежал Гектору. Роланду его дал волшебник Магриус. По легенде считается, что до сих пор хранится во французском Рокамадуре.
- Меч Роланда — один из самых знаменитых обладателей личного имени среди холодного оружия. Встречаются его упоминания в поздней лирике:

Их имена «Отклер» и «Дюрандаль»
Сверкают, как удар.М.А. Волошин, Путями Каина
Бывало, королей — и то секли мечами.
Воспетый Альтеклер! Могучий Дюрандаль!
Они в ночных боях сверкали, будто пламя.
Какой кузнец сейчас скуёт такую сталь?Жозе Мария де Эредиа, Романсеро
- В цикле романов Александра Зорича «Завтра война» одним из космических истребителей является DR-19 «Дюрандаль». Примечательно то, что конструктора этого истребителя зовут Роланд Эстерсон.
- В цикле романов Джима Батчера «Досье Дрездена» является одним из трех мечей Света (вместе с Кусанаги и Эскалибуром).
- В трилогии игр Marathon один из трёх ИИ одноименного корабля назван в честь Дюрандаля и даже цитирует строки из "Песни о Роланде".
- В романе Валерия Пылаева «Запах Сумрака», меч, который, по слухам, был «тем самым Дюрандалем», был передан главному герою книги Волку.
- Меч был добавлен в видеоигру «Terraria» в обновлении 1.4 в качестве оружия.
- В аниме и манге «One piece» Дюрандаль — огромная рапира, которой вооружён пират Кавендиш.[5]
- В аниме «Гарем рабов в лабиринте другого мира» Дюрандаль — меч, который главный герой взял с собой в новый мир.
- Дюрандаль также фигурирует в видеоигре «Library of Ruina» в качестве основного оружия Роланда, чьи черты также взяты, равно как и название меча, из поэмы Людовико Ариосто «Неистовый Роланд».

## Меч возле Рокамадура
По легенде, во время битвы в Ронсевальском ущелье смертельно раненый Роланд подбросил меч Дюрандаль, чтобы он не попал в руки врага, после чего меч чудесным образом пролетел несколько сотен километров и вонзился в скалу возле городка Рокамадур.
Меч в течение нескольких столетий находился на высоте 10 м в скале неподалеку от этого городка и был местной достопримечательностью. В июле 2024 года он был украден неизвестными.

## Эпонимы
- В начале 1970-х годов французской фирмой Matra SA в сотрудничестве c фирмой SAMP была создана бетонобойная бомба Matra Durandal[англ.] (обозначение в США — BLU-107/B).
- Истребитель S.E.212 Durandal стал для объединения Sud-Est (SNCASE) первым сверхзвуковым самолетом. Первое испытание состоялось 20 июня 1956 г. Построено только 2 опытных образца (в серию не пошел) http://www.razlib.ru/tehnicheskie_nauki/sverhzvukovye_samolety/p77.php